# 誉神星
誉神星（236 Honoria）是第236顆被人類發現的小行星，位于火星和木星之間的小行星帶。
誉神星以西羅馬帝國皇帝瓦倫丁尼安三世的姐姐奧諾莉亞命名。
| 前一小行星： 小行星235 | 小行星列表 | 後一小行星： 小行星237 |